# Edgardo Toetti
Edgardo Toetti (Milano, 10 luglio 1910 – Milano, 2 giugno 1968) è stato un velocista italiano, medaglia di bronzo con la staffetta 4×100 metri ai Giochi olimpici di Los Angeles 1932.
Vincitore di otto titoli nazionali assoluti, a livello individuale, nella velocità.
Morì a Milano nel 1968. Dopo primaria sepoltura al cimitero di Bruzzano, i suoi resti vengono conservati in una celletta.

## Biografia
Prima della medaglia ai Giochi olimpici di Los Angeles 1932, aveva partecipato ad Amsterdam 1928 gareggiando nei 100, 200 e staffetta 4×100 metri, venendo sempre eliminato al 1º turno.

## Palmarès

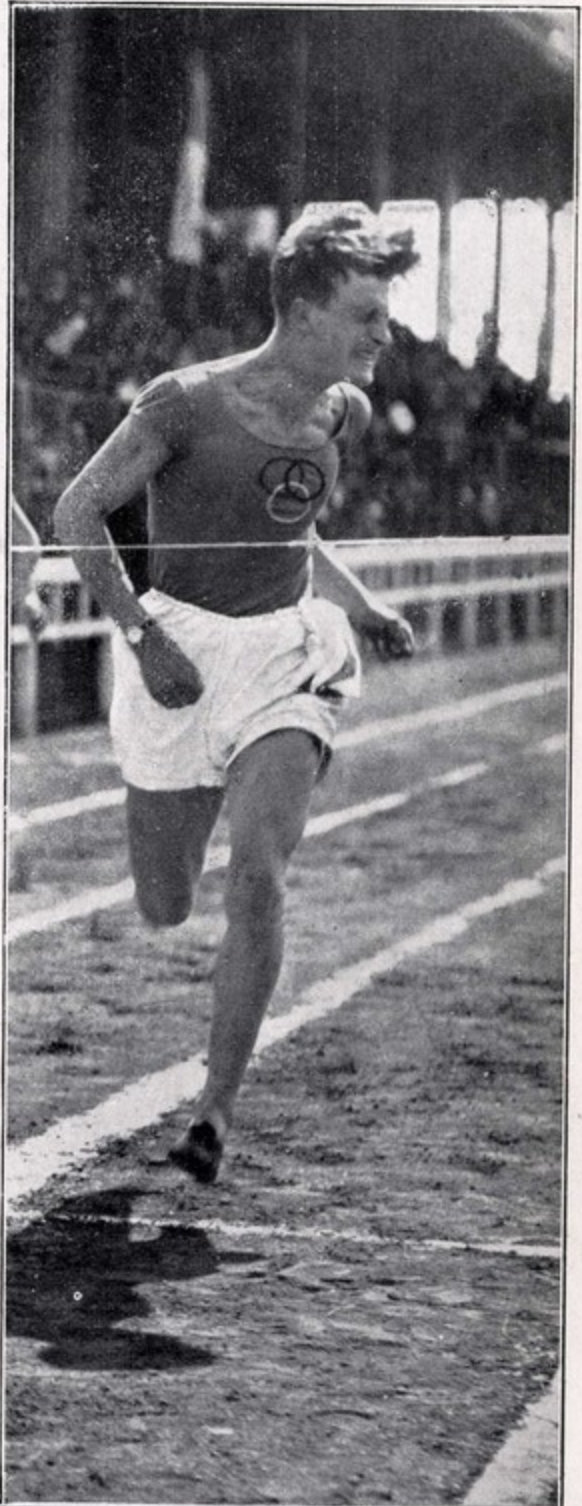
Edgardo Toetti a Legnano nel 1928.

| Anno | Manifestazione  | Sede        | Evento      | Risultato | Prestazione | Note |
| ---- | --------------- | ----------- | ----------- | --------- | ----------- | ---- |
| 1928 | Giochi olimpici | Amsterdam   | 100 metri   | Batteria  |             |      |
| 1928 | Giochi olimpici | Amsterdam   | 200 metri   | Batteria  |             |      |
| 1928 | Giochi olimpici | Amsterdam   | 4×100 metri | Batteria  |             |      |
| 1932 | Giochi olimpici | Los Angeles | 4×100 metri | Bronzo    | 41"2        |      |

## Campionati nazionali
- ai Campionati italiani assoluti di atletica leggera, 100 metri piani (1928, 1929, 1931, 1932, 1934)[1]
- ai Campionati italiani assoluti di atletica leggera, 200 metri piani (1928, 1932, 1934)[1]